# Shōichi Yokoi
Shōichi Yokoi (横井 庄一?, Yokoi Shōichi; Saori, 31 marzo 1915 – Nagoya, 22 settembre 1997) è stato un militare giapponese.

## Biografia
Nel 1941 venne arruolato nell'Esercito imperiale giapponese e inviato nell'isola di Guam, sul fronte del Pacifico. Quando le forze statunitensi conquistarono definitivamente l'isola nel 1944, Yokoi si nascose in una grotta nella giungla. Scoprì della fine della guerra solo nel 1952, ma rimase nascosto fino al 1972 dopo aver vissuto nella giungla per ben 28 anni. I primi venti anni li condivise con altri due compagni che morirono otto anni prima del suo ritrovamento. In tutto questo tempo usò come utensili la dotazione militare sua e dei suoi compagni. Si fabbricava gli abiti con fibra ricavata dalle piante di ibisco e si nutriva anche di corteccia d'alberi.
Riportato in Giappone e scoperti i tragici esiti della guerra, al suo arrivo dichiarò: «Ho vergogna di ritornare vivo». Durante una visita al Palazzo Imperiale, nonostante non avesse mai incontrato l'imperatore, Yokoi disse: «Maestà, sono ritornato... Sono profondamente dispiaciuto di non aver potuto servirla bene. Il mondo è sicuramente cambiato, ma la mia determinazione nel servirla non cambierà mai». Fu accolto come un eroe in patria, tanto che nel 1972 gli fu concessa la Medaglia della Grande Asia dell'Est.
Nel 1974 cercò senza successo di concorrere alle elezioni per il governo, poi passò diversi anni girando il Giappone tenendo corsi di sopravvivenza. Su di lui è stato scritto il libro 28 Years in the Guam Jungle: Sergeant Yokoi Home from World War II nel 1972 e lui stesso pubblicò, nel 1989, le Lettere dal Pacifico insieme a Gordon. Morì il 22 settembre del 1997 a causa di un infarto e dopo il decesso venne cremato.